# Hideki Nishimura
Hideki Nishimura (西村 英樹 Nishimura Hideki?, nacido el 15 de abril de 1983 en Osaka) es un exfutbolista japonés. Jugaba de centrocampista y su último club fue el Volador Matsue de Japón.

## Trayectoria

### Clubes
| Club                | País  | Año         |
| ------------------- | ----- | ----------- |
| Sanfrecce Hiroshima | Japón | 2002 - 2004 |
| SC Tottori          | Japón | 2002        |
| Gainare Tottori     | Japón | 2005 - 2007 |
| Banditonce Kakogawa | Japón | 2008        |
| Volador Matsue      | Japón | 2009        |